# Siphanthera discolor
Siphanthera discolor är en tvåhjärtbladig växtart som beskrevs av Célestin Alfred Cogniaux. Siphanthera discolor ingår i släktet Siphanthera och familjen Melastomataceae. Inga underarter finns listade i Catalogue of Life.